# Багратиони, Леон
Леон (Леван) Юлонович Багратиони (1786 — октябрь 1812) — грузинский царевич из царской династии Багратионов.

## Биография
Старший сын царевича Юлона Ираклиевича (1760—1816) и Саломеи Ревазовны (урожденной княжны Амилахвари) (1766—1827), внук царя Картли и Кахети Ираклия II.
Первоначально Юлон Ираклиевич с семьей проживал в Тифлисе, столице Ираклия II. В 1795 году после разорения Тбилиси персидской армией Юлон Багратиони с женой и детьми перебрался в свой княжеский домен в Ксанской долине. Здесь царевич Леон получил частное образование под руководством Иоане Картвелишвили.
В декабре 1800 года после смерти своего старшего сводного брата, картли-кахетинского царя Георгия XII, царевич Юлон Ираклиевич, как самый старших из сыновей Ираклия II, стал претендовать на грузинский царский трон. Однако российское правительство заявило о ликвидации царской власти в Картли-Кахетинском царстве и включило Восточную Грузию в состав Российской империи.
В апреле 1801 года царевич Юлон Ираклиевич вместе со старшим сыном Леоном и младшим братом Фарнавазом бежал из Тбилиси в Западную Грузию, где нашел прибежище при дворе имеретинского царя Соломона II. В июне 1804 года 18-летний Леон сопровождал своего отца Юлона и дядю Фарнаваза в их безуспешной попытке проникнуть в Картли, чтобы присоединиться к восстанию грузинских горцев. Царевичи не смогли соединиться с повстанцами и вынуждены были вернуться в Имеретию. На имеретинской границе, под Сурами, русские внезапно напали на лагерь царевичей. Юлон Ираклиевич был захвачен в плен и доставлен в Тбилиси. Леон и Фарнаваз смогли бежать в иранские владения. В том же 1804 году царевич Фарнаваз Ираклиевич пробрался в Грузию, где был схвачен русскими в провинции Мтиулети. Вскоре царевичи Юлон и Фарнаваз были депортированы из Тбилиси вглубь российской территории. Леон Юлонович присоединился к своему другому дяде Александру Ираклиевичу, служившему иранцам в Ереване.

## Восстание вОсетиив1810 году
В июле 1810 года 24-летний царевич Леон Юлонович проник через Ахалцихе и Имеретию в Картли. Он прибыл в Лиахви и 26 июля издал манифест из села Кехви, призывая картлийских дворян присоединиться к антироссийскому восстанию. Леон хорошо знал эти места. Юлон Ираклиевич в селе Белоти имел крепость и трехэтажный дворец, в котором его семья постоянно проживала с 1795 года. Леон Юлонович Багратиони планировал соединиться с имеретинскими повстанцами под руководством своего двоюродного брата, свергнутого царя Соломона II, затем с помощью турецкой и персидской армий изгнать русских из Грузии.
Царевич Леон собрал из осетинских крестьян 2-тысячный отряд и осадил крепость Цхинвали, но не смог её взять. Князья Мачабели перешли на сторону Леона. Русские сжигали восставшие села. Главнокомандующий русской армией в Грузии Александр Тормасов издал приказ казнить пленных и шпионов и передать земли князей-изменников (вместе с проживавшими на них крестьянами) государственной казне. После отступления от Цхинвали, Леон укрылся среди осетин, проживавших севернее Джавы, и стал готовиться к нападению на русских. В условиях, когда между Турцией и Персией шли активные военные действия, русские отложили карательную операцию против восставших на более благополучное время. Но решили захватить Леона, что и попытались сделать с помощью близких ему людей. Не исключалась и его ликвидация. За поимку Леона было учреждено сначала 500, а затем 2000 рублей, хотя поиски предателя среди местного населения были безуспешны.
В сентябре 1810 года русские подразделения под командованием полковника Сталя разбили главные повстанческие отряды в Лиахви. Мятежные сёла были сожжены, башни осетинских родов были взорваны. Князья Мачабели были арестованы. Русские наказали и участвовавших в восстании грузинских князей.
Теймураз Багратиони писал: «Захватили Мачабели Луарсаба и Баадура Бортишвили. Мачабели Луарсаба отправили в Россию и Баадур умер в тбилисской тюрьме. Подобно Джавахишвили, Тархнишвили, а также потомкам Деметрэ, у них также отобрали крепостных и земли и передали их государству».
После поражения восстания царевич Леон Юлонович нашел убежище среди осетин в селе Нар, в Двалети. Безуспешно царевич Юлон Ираклиевич, проживавший в России, и генерал А. П. Тормасов пытались убедить Леона сдаться в обмен за право присоединиться к своему отцу. Князь Еремей Багратион, русский офицер грузинского происхождения, был отправлен в Двалети, чтобы вступить в переговоры с Леоном, но последний подверг его пыткам и продал кабардинцам. Царское правительство предложило за поимку Леона 2000 рублей и пожизненную пенсию. В Двалети царевич Леон находился до ноября 1811 года.
Осенью 1812 года царевич Леон Юлонович в сопровождении трёх осетин решил пробраться в турецкую пограничную провинцию Ахалцихе, хотя знал, что русские перекрыли все дороги. С помощью осетин Леон сумел выбраться из окружения русских, но случайно стал жертвой лезгин, которые захватили его и убили у крепости Гогия в Боржомском ущелье в октябре 1812 года. Смерть Леона разгневала ахалцихского пашу и он распорядился «удавить этих лезгин». Жестоко расправились и с семьями убийц Леона в Дагестане. Останки царевича Леона Юлоновича были преданы земле во владении князей Цицишвили в монастыре св. Николая в Кинцвиси.